# Moscow Mills
Moscow Mills – miasto w Stanach Zjednoczonych, w stanie Missouri, w hrabstwie Lincoln.